# Elizio Albues
Elízio Adriani Silva Albues, noto semplicemente come Elízio (Cuiabá, 22 febbraio 1988), è un calciatore brasiliano, difensore del Rio de Moinhos.

## Caratteristiche tecniche
Gioca come terzino sinistro.

## Palmarès

### Club

#### Competizioni nazionali
- Coppa di Cipro: 1

Apollōn Limassol: 2015-2016
- Segunda Liga: 1

Nacional: 2017-2018